# Йоханесбургска фондова борса
Йоханесбургската фондова борса (на английски: Johannesburg Stock Exchange Limited) е фондова борса, разположена в Йоханесбург, Република Южна Африка.
През януари 2007 г. фондовата борса се класира на 16-о място в света по отношение на пазарна капитализация, която възлиза на 710 млрд. щатски долара.

## История
Йоханесбургската фондова борса е основана на 8 ноември 1887 г. Тя се очертава като място на търговията с ценни книжа на златните минни компании. От 1996 г. борсата има високо технологична компютърна система.